# 修羅の門の登場人物
修羅の門の登場人物では、川原正敏の漫画『修羅の門』およびその続編である『修羅の門 第弐門』に登場する人物を扱う。

## 圓明流
1000年もの間不敗を誇る古武術。詳細は陸奥圓明流を参照。

### 陸奥圓明流
陸奥 九十九（むつ つくも）
本作の主人公。陸奥圓明流の伝承者。年齢は初登場時17歳。陸奥圓明流が地上最強であることを証明し、自らの代で圓明流を終わらせるため、格闘技界にその姿を現した。神武館の四鬼竜を倒した後、全日本異種格闘技選手権を制覇、アメリカでプロボクシングヘヴィ級の史上最年少統一王者となり、ブラジルのヴァーリ・トゥード大会に出場し優勝を果たす。
身長170センチメートル・体重66キログラムと格闘家としては小柄な体格だが、目にも留まらぬスピード、ヘヴィ級を圧倒するパワーなど、超人的な基礎体力を誇る。格闘家としての技量も抜群に高く、手技、足技、寝技など、どの分野においても専門家を凌駕する実力を見せる。自分が認めた（“怖い”と感じる）相手と対戦する時は相手の力を100%以上引き出した上で勝とうとするが、そうでない相手はたとえどれほどの実力者であっても最小限の労力で倒す。祖父・真玄は「武の神に愛された男」「地上最強という言葉も手に入れられる」、山田は「圓明流史上最高傑作」と評している。
追い詰められると自分の中に眠っている『修羅』が目覚め更なる力を発揮するが、追い詰められないと『修羅』が目覚めることはなく、その理由には兄・冬弥と母・静流の死が深く関わっているとされている。
金銭についての執着が全くなく、飄々として掴み所のないとぼけた性格をしているが、戦うことについて自分なりの哲学を持っており、戦いに臨む時、戦いについて語る時は別人のように真剣な、時に不遜な表情を見せる。実は誰よりも敗北することを恐れており、「負けて生きるより勝って死ぬ」という矛盾した価値観に基づくそれを「世界一の臆病者」とも評された。食欲が非常に旺盛で、二周り以上体格の違うイグナシオとほとんど変わらない量の料理を平らげていた。アマゾンの密林では、ピラニアを獲って食べていたという。
『第弐門』では、ブラジルを発った後コロンビアのジャングルでケンシン・マエダと立ち会い、頭部に重傷を負ってケンシン戦の勝敗などに関する記憶を失くし長い療養生活を送っていた。日本に戻ってから約1年間真玄の下で修業を積み、唵の「兵」出場を機に格闘技界に再び姿を現す。
体格は身長171センチメートル・体重70キログラムと以前と比べ一回り大きくなっており、「兵」参戦後も不敗伝説を守り続け、長い療養とブランクを経た後も格闘家として高い実力を示しているが、ケンシン戦の勝敗の記憶が欠落したため、一度確実に敗北してやり直したいと敗北を厭わない危険な戦い方をする場面が多くなり、そのため関係者から「壊れている」と評されていた。しかし姜子牙戦でケンシンに勝利した記憶を取り戻してTHE APEXの頂点に立ち、その後海堂晃との再戦も制した。
陸奥 真玄（むつ しんげん）
九十九の祖父で、静流の父。先代陸奥圓明流伝承者。小柄な老人で杖をついている。青年時代、徹心と戦って勝利したことがある。九十九が10歳の時、稽古中に九十九から左眼をえぐられ隻眼となった。
陸奥 冬弥（むつ とうや）
九十九の4歳年上の実兄。圓明流史上屈指の才能を持ち、15歳にして全盛期の真玄を超えたと言われていたが、優しすぎる性格のため自分が継承者に向かないことを自覚していた。九十九が15歳の時に陸奥の名を懸けた果し合いを挑み、追い詰められて潜在能力が覚醒した九十九の巌颪を受けて敗れ、命を落とした。
陸奥 静流（むつ しずる）
九十九と冬弥の母。生まれつき心臓に疾患を抱えており、九十九と冬弥の決闘後間もなく、病でこの世を去った。本編では『第弐門』の回想シーンに端役として登場したのみだが、外伝・昭和編では山田・ケンシンと出会った若いころの姿が描かれている。

### 不破圓明流
安土桃山時代に独立した陸奥圓明流の分家。
不破 北斗（ふわ ほくと）
不破圓明流伝承者。左のこめかみから顎にかけて、縦に走る長い傷痕がある。
不破圓明流によって格闘界を支配すべく、先代継承者だった父・幻斎に認められて全日本異種格闘技選手権に参加。準決勝で徹心を倒し、決勝戦では不破圓明流の秘技の数々を用いて九十九と死闘を繰り広げたが、最後は四門・朱雀を受け敗北、死亡した。
冷酷非情な性格で、勝利のためには手段を選ばず、殺人すら厭わない気概も見せていた。実際に人を殺した経験こそないもののその実力・才能は非常に高く、真玄から「殺人の経験さえ積めば、誰よりも圓明流らしい」とまで評されていた。
不破 幻斎（ふわ げんさい）
先代不破圓明流伝承者で、北斗の父親。作中には名前しか出てこない。北斗の死後病没したと伝えられている。
元の名前は幻（まほろ）といい、山田と北斗が立ち合って以後幻斎と名乗るようになった。
山田（やまだ）
幻斎の弟。不破圓明流の継承者でなかったことから不破姓を名乗らず、本名を隠して山田という偽名を名乗っている。年齢は40代後半。
全日本異種格闘技選手権後に毅波秀明と知り合い、打倒九十九に執念を燃やす毅波から弟子入りを懇願され、当初は頑なに拒むものの根負けし圓明流の技を伝授。4年後、毅波を唵として「兵」に売り込み出場させ、それによって間接的に九十九を表舞台へ復活させた。
掴みどころのない飄々とした性格で、常に穏やかな笑みを浮べており、戮家に知人がいるなど裏社会にも関わりがある。圓明流の使い手としても天才的な実力を持ち、圓明流にないオリジナルの技も使うが、一方で自分には九十九らのような「身の内に棲まわせているもの」がない「できそこない」と語り、そうした武術家としてはふさわしくないともいえる一面を九十九は「冬弥に似ている」と評している。北斗の顔に刻まれた傷痕は、幻斎の命令によって北斗と命懸けで立ち合わされた時に自分がつけたものであるという。
毅波については正式な師弟関係を結んでいないことから「弟子もどき」と呼んでいたが、九十九に敗れ右足に重傷を負った毅波を抱き上げて医務室に運ぶなど、師として情愛を抱いている様子を窺わせた。
本名・現（うつつ）。冬弥と九十九の実父。不破でも100年に一人と言われるほどの身体能力を有する。若き日は「ウッちゃん」と名乗り用心棒を行うなどしてたつきを立てていた。たまたま出会ったケンシン・マエダに頼まれ真玄と静流の元へと彼を案内する。しばしの滞留を経た後、やがてケンシンと立ち会わされることとなるが、死合の中でついに「不破現」と名乗り、不破の奥義「神威」を放った末に引き分ける。陸奥圓明流の掟と、静流自身の望みに従って「数日の婿」となり第一子として冬弥、4年後に九十九を生ませる。しかし『第弐門』まで九十九との面識はなく、父親であることも一切明かそうとしていない。姜子牙との対決で重傷を負った九十九のリハビリにおいてはスパーリングパートナーを務めた。九十九が海堂晃との戦いを制した際には九十九のことを「自分の息子なんだ」と誇りたい気持ちを羽生つばさにだけ吐露している。

## 神武館
青年時代に陸奥真玄に敗れた龍造寺徹心が、打倒圓明流を誓って興した実戦空手の流派。世界有数の格闘団体に成長しており、龍造寺巌、徳光将ら創設時からの高弟が世界中で普及に貢献している。『第弐門』では本部道場が新築され移転している。

### 龍造寺家
龍造寺 舞子（りゅうぞうじ まいこ）
本作のヒロイン。徹心の孫娘で、初登場時は高校生。神武館本部道場へ向かおうとして道に迷っていた九十九を案内し、四鬼竜との戦いを機に九十九のことを強く意識するようになる。当初は瀕死の重傷を負っても戦うことを止めようとしない九十九の身を涙ながらに案じていたが、アリオス戦をきっかけに九十九の戦いや生き方を受け入れ、常にその後ろ姿を応援するようになった。
自身も神武館空手を学んでおり、本部道場で子供に空手を教えている。中学生時代に女子部全国大会で優勝したことがあり、全日本異種格闘技選手権の前夜には、その時に締めていた自分の黒帯をお守りとして九十九に渡し、そのお返しとして母の形見である九十九の黒帯を受け取っている。
料理が得意。両親と共にアメリカで暮らしていたことがあるため、英語を話せる。
龍造寺 徹心（りゅうぞうじ てっしん）
神武館館長。日本空手界の麒麟児と呼ばれていた青年時代、陸奥真玄と戦い無空波を受けて敗れ、それを機に自らの空手を見つめ直し、それまでの主流であった寸止めの空手と決別しフルコンタクト空手の流派・神武館を設立。打倒圓明流を目標として自らも鍛錬を続け、老境に入った後も「生ける武神」の異名を取っていた。
神武館の四鬼竜全員が倒され、九十九が各方面に道場破りを開始したのをきっかけに、全日本異種格闘技選手権の開催を発表。九十九を倒すべく神武館代表として自ら出場し、往年の実力が健在であることを示したが、準決勝で不破北斗に敗北し、左眼を失う。大会後は海堂と共に山に篭って修業をつけ、海堂に自らの空手の全てを叩き込んだ。
『第弐門』では、山篭りの後に大病を患っていることが判明し、余命2年と宣告され1年以上におよぶ入院生活を送っていた。最終的に3年以上生き続け、凛子に付き添われながら九十九と海堂の再戦に立会い、決着を見届けると同時に息を引き取った。
徹心スペシャル
正面に相対して立った状態から腕を折られた直後、相手の正面に屈み込む。そして残った片腕で股をすくい上げるように相手の身体を抱え上げて投げ、相手の胸に自らの膝を当てながら、体重を乗せて地面に叩き付ける。肋骨のみならず、内臓にも大きなダメージを与える。
徹心が圓明流対策として開発した技。関節技を極めた直後の動きが停止する一瞬の隙を突き、「腕一本捨てれば活路が見出せるだろう」と編み出されたものである。徹心から巌に直伝されたが、徹心がクラウザーを倒した技でもあるため、クラウザーの弟子である飛田高明にも受け継がれている。

龍造寺 巌（りゅうぞうじ いわお）
舞子の父。かつて「神武館の鬼」と呼ばれ数々の伝説を残してきた徹心の一番弟子で、凜子と結婚して婿入りし、姓を宍戸（ししど）から龍造寺に改めた。神武館最高師範・アメリカニューヨーク支部長を務める。
夏休みを利用してニューヨークに遊びに来た舞子がきっかけとなって九十九と出会い、アリオス戦を控えた九十九のスパーリングパートナーを買って出たが、練習中に闘志の昂ぶりを抑えられなくなり、真剣勝負を挑む。最終的に九十九の肋骨と左拳を骨折させたが、虎砲を破りきれずに敗れ入院を余儀なくされた。
龍造寺 凜子（りゅうぞうじ りんこ）
舞子の母、徹心の娘で、巌の妻。第三部では巌のサポートのためニューヨークに在住していたが、第四部以降は日本に戻り、山篭りで徹心が不在となった神武館の館長代理を務めている。糸目。
格闘家の男について理解があり、夫と九十九との決闘を止めもせず平然と見守ったり、九十九に対して腰が引けがちだった舞子を色々励ましたりと肝が据わっている。自らも徹心から空手を学んでおり、今もなお舞子の稽古相手を務めている。その際には防具を着用せずに稽古をつけているらしく（神武館空手は、危険防止のため女子には防具着用が義務づけられている）相当な技量がうかがえる。
TV中継を見てウェガリーの凶器攻撃を見抜くなど眼力が高く、洞察力にも秀でている。
『第弐門』でも引き続き館長代理を務めており、THE APEXで実況解説も担当している。凜子という名前は『第弐門』において初めて明らかになった。

### 日本
海堂 晃（かいどう あきら）
神武館主催の第18回全日本空手道選手権大会優勝者。22歳（第二部時）。「舞い」と形容されるほどの相手の技への的確な見切りと避け、双龍脚を初めとする数々の華麗なテクニックを誇る。同大会の上位入賞者だった陣雷・泉・増畑と共に「四鬼竜」と呼ばれているが、その圧倒的な実力と才能のため四鬼竜の中でも別格扱いされている。
四鬼竜の3人が九十九に倒された後、ボウガンを用いた命がけの特訓を積み、四鬼竜の最後の1人として九十九に挑戦。手首を折られながらも虎砲をかわし双竜脚を直撃させるなどして九十九を追い詰めたが、最後は無空波の前に敗れた。
この時の負傷から全日本異種格闘技選手権への出場を見送り、大会後徹心と共に山に篭って修行に明け暮れる。九十九のヴァーリ・トゥード優勝を機に山を降り、九十九との再戦と片山右京との対決を決意。その際徹心から「自分の理想に限りなく近づいた」と評されていた。
『第弐門』では修行のためアメリカに留学していた。THE APEX後に帰国し、羽生つばさの別荘において九十九と再戦。寝技の攻防で九十九と互角の勝負を演じ、「今まで戦った化物の中で一番強い」と九十九に言わしめた後、徹心の理想とする「空」を体現した一撃で九十九に四門を開かせ、その後も朱雀をかわし無空波を受けながらも倒れない互角の攻防を見せた。最後は再び四門を開いた九十九に強烈な一撃を与えると同時に、九十九から山田の使っていた気配のない蹴りを受けて相打ちとなり、立ち上がることができず敗れた。
九十九との再戦時には「空」によって九十九の強烈な殺気までも飲み込む姿から、釈迦になぞらえて「空王」と称された。
双竜脚（そうりゅうきゃく）
左右の回し蹴りを同時に叩き込む技。回し蹴りが来ると思った瞬間、逆方向から逆足の回し蹴りが襲う。このためガード（ブロック）することは不可能。海堂以外には使えない技と言われていたが、後に九十九とイグナシオも使いこなしている。
「空」（くう）
徹心が求めた空手の理想形。山篭りの時に徹心が語って聞かせたもので、徹心は曖昧な概念としか捉えられていなかったが、海堂はこれを「一切の因果を受け入れ飲み込むこと」と解釈。相手のあらゆる攻撃を飲み込み受け流して体勢を崩し、カウンターで強烈な一撃を加えることで「一撃必殺」を実現した。片山右京からは「瞬（またたき）」の空手とも呼ばれている。

陣雷 浩一（じんらい こういち）
四鬼竜の1人。第18回全日本選手権準優勝者。千葉支部所属。打ち下ろしのローキックを得意とすることから「ローキックの鬼」、またその激しい戦い方から「ハリケーンソルジャー」の異名で呼ばれている。追い詰められるとなりふり構わないファイトスタイルに変わる。
九十九との戦いでは、肘や指を折られながらも目潰しなどを用いて優位に立ったが、虎砲を受け倒れた。第三部以降は東京本部の指導員を務め、海堂が山篭りで出場を見送った全国大会で優勝を果たしたが、海堂と違い九十九と再戦する意志は持っていない。
『第弐門』では「兵」にも出場し好成績を修めている。THE APEXに「兵」代表として出場し、1回戦でジム・ライアンと対戦、神武館全日本王者としての実力と意地を見せつけるも、特別ルールによる判定負けを喫した。

泉 敏彦（いずみ としひこ）
四鬼竜の1人。第18回全日本選手権4位入賞者。広島支部所属。怪我のため同大会では4位だったが、実力は3位の増畑よりも高い。身の軽さを生かした空中技を得意とし「鳥人」と呼ばれている。九十九戦では得意技・飛燕連脚を一目で使いこなされたのみならず、新開発の必殺技・紫電三連脚を簡単に改良され、敗れ去った。
飛燕連脚（ひえんれんきゃく）
跳び回し蹴りからそのまま空中で後ろ回し蹴りを繰り出し、続けざまに後方宙返りを行って相手の頭上から蹴りを振り下ろす。
紫電三連脚（しでんさんれんきゃく）
掌で相手の視界を塞いでから横に大きく跳んで相手を撹乱、その後相手に向かって空中三段蹴りを叩き込む。

増畑 大志（ますはた だいし）
四鬼竜の1人で、第18回全日本空手道選手権大会の3位入賞者。札幌支部所属。その圧倒的な体格とパワーから「北の重戦車」と呼ばれている。九十九戦では猛攻を簡単に凌がれパンチ一発で倒された。
木村（きむら）
神武館本部指導員で、第18回全日本空手道選手権大会5位入賞の実力者。神武館の人間として最初に九十九と闘い、居合わせた100人の道場生と共に倒され、関節技で腕を折られた。その後は九十九に恨みを抱くことも無く、神武館の立場から九十九をサポートするようになる。
『第弐門』では本部を離れ、亀岡支部長を務めている。THE APEXでは陣雷のセコンドに就いていた。

### 海外
イグナシオ・ダ・シルバ
神武館南米チャンピオン。神武館ブラジル支部所属。身長196センチメートル、体重110キログラム。22歳（第四部時）。
少年時代はサッカー選手だった。才能はあったが、当時は痩せた体格だったため強豪チームにはテストさえ受けさせてもらえず、弱小チームに所属していた。ある試合で度が過ぎたホームタウンデシジョンにあい、試合後フィールドにうずくまって一人泣いていたところを徳光にスカウトされ、空手に転向した。
その巨体と力技のみでラモンらを圧倒した桁外れなバネから、当初は『重戦車』と渾名されるパワーファイターと思われていた。しかし実際はテクニックにも天才的な資質を持っており、ヴァーリ・トゥード準決勝の九十九戦では徳光直伝の『魔術』の数々を使いこなし、海堂以外には使えないと言われた双龍脚をも放ってみせた。「空手は立ってやるもの、寝技は他の格闘技に任せればいい」という徳光の教えを忠実に守り、九十九からどんな投げ技・関節技をかけられても倒れず、最後は立ったまま締め落とされた。
性格は明朗で飄々としており、常に笑顔を崩さない。徳光から日本語を学んでおり、関西弁を話せる。空手家となった後もブラジルのトッププロを凌ぐサッカーの技術を持ち、『修羅の門異伝 ふでかげ』ではサッカーブラジル代表の一員としても活躍している。
徳光 将（とくみつ まさる）
神武館ブラジル支部長。リオデジャネイロ在住。イグナシオの空手と日本語の師匠。龍造寺巌の兄弟弟子・ライバルで、小太りで丸眼鏡をかけている外見から「ナニワの信楽焼」、その独特のテクニックから「魔術師」と呼ばれていた。その実力に加え相手の力量を見抜くことに長け、勝てると確信できた戦いにしか臨まない主義で、凛子の望みで巌と立ち合った時以外には負けたことがないという。
関西出身の阪神ファン。青年時代は道場破りとの対戦役を命じられていた。かつては凛子に想いを寄せていた。
『修羅の門異伝 ふでかげ』の主人公・小早川拳将は甥（妹の息子）で、神武館サンパウロ支部は妹夫婦が経営していると語られている。
魔術（マジック）
人間の生理的な習性や心理的な死角を突くトリッキーな技術の総称。徳光が現役時代に得意としていたもので、その弟子であるイグナシオへと受け継がれた。
- 眼前で猫騙しをした後に両腕を大きく広げ、相手がそちらに注意を向けた瞬間に相手の顎めがけて膝蹴りを繰り出す。徳光は膝蹴りでなく金的蹴りを得意としていたという。膝が来ると見せて両手で攻撃するバリエーションもある。
- 度重なる様々な左右の動きで相手の注意を横方向に向けておき、縦の攻撃で奇襲をかける。縦の攻撃があると見せかけて、そのまま横から攻めることもある。
- 右回し蹴りから左の跳び後ろ回し蹴りに繋ぐと見せかけ、空中で右脚を戻し、右の踵で相手の側頭部を蹴る。
- 跳び踵落としと見せかけ、踏み込んで防御した相手の足の甲を、軸足で踏み抜く。
- 何の変哲もない正拳突き。虚実の応酬に惑わされまいとすると、このような単純な技も直撃するようになる。

## 全日本異種格闘技選手権出場者
出場者の年齢は第二部時。
片山 右京（かたやま うきょう）
鬼道館所属の空手家。全日本鬼道杯大会優勝者で、その美貌と華麗なファイトスタイルから「氷の貴公子」と呼ばれ、海堂晃のライバルと言われている。天才的な格闘センスと驚異的な動体視力、対戦相手に容赦しない酷薄さを持ち、空手未経験だったころで既に有段者を圧倒する実力を誇っていた。技の見切りは海堂をして自分より上と言わしめている。身長185センチメートル。
何事に対しても真剣にならない冷めた性格だったが、鬼道館に道場破りに来た九十九に触発されて未完成だった必殺技・菩薩掌を完成させ、全日本異種格闘技選手権に出場する。準決勝における九十九との戦いでは牙斬を模倣、更に龍破を破るなどして九十九を追い詰めた。しかし菩薩掌を破られて虎砲を受け、最後の最後で潜在能力が覚醒するもおよばず敗れ去った。
大会後、九十九に対する自分の気持ちに整理がつけられないでいたが、海外での九十九の活躍を知り、禅寺での空手の修行を経て、九十九との再戦と海堂晃との対決を決意する。
『第弐門』では大学院に進学しており、しばしば九十九の試合を観戦に訪れている。九十九のTHE APEX制覇後、九十九との再戦に臨む海堂と共に九十九の元を訪れ、海堂のウォーミングアップの組手に付き合い凛子らが驚愕するほどの実力を見せたが、自身の人生最高と自負できるほどの実力を以てしても海堂には勝てないと悟り、九十九への再挑戦を諦め二人の立ち合いの観戦に回った。その時に、第四部後に海堂と立ち合った際にはおよそ2分間で敗れたと明かしている。
菩薩掌（ぼさつしょう）
相手の頭部を両掌で挟み込むように打ち、その時に頭と掌の間にほんのわずかな隙間を空けておくことで、相手の頭部を一瞬のうちに数千・数万回振動させる。まともに食らうと顔中の穴から血が噴き出し、直撃を避けてもパンチドランカー症状が発生する。片山右京の天才的な見切りの技術をもって初めて使いこなせる技。

飛田 高明（ひだ たかあき）
「新格闘王」の異名を取る、日本プロレス界最強のプロレスラー。投げ技・関節技のみならずキックやパンチといった打撃技においても一流の腕を誇る。「プロレスの神様」フランク・クラウザーの直弟子。身長195センチメートル・体重120キログラム。28歳。
実戦重視の超過激プロレスを提唱して対戦相手を負傷させ、全日本異種格闘技選手権の開催決定時には所属する真日本プロレスから謹慎処分を受けていた。プロレスこそが地上最強の格闘技であることを証明するため、会社からの解雇を覚悟で全日本異種格闘技選手権に参戦する。
大会準々決勝で九十九と対戦し、互いの全てを振り絞るような激闘を演じ、必殺技インペリアルホールドやクラウザー直伝の徹心スペシャルでKO寸前まで追い詰めるが、最後は龍破を受けて頸動脈から出血。それでも試合を続けようとしたが、その傷を止血した九十九に対し自ら場外に出て敗北を認めた。
大会後、真日本プロレスを離脱し独自の格闘団体・RWF（リアルレスリングフェデレーション）を設立。格闘家と同時に団体経営者としても活躍し、第四部ではヴァーリ・トゥード中継において解説者を務めていた。
初代「兵」王者として活躍していたが、ミカエル・ビーゴルストに敗北し膝を壊したため現役を引退し、『第弐門』では「兵」のアドバイザーと試合の実況解説を務めていた。後にTHE APEXに「兵」代表として出場するため現役に復帰。一回戦で因縁のあるニコライ・ペドロフを破るも、二回戦の姜子牙戦で膝を完全に壊しEXラウンドに入る前に試合を棄権、これを最後に現役を完全に退いた。
羽山 悟（はやま さとる）
シュートボクサー。19歳。次代シュートの星と言われ、既にシュートボクシングの創始者兼スター選手である師匠・ライガー剛よりも強いと噂されている。特にパンチの破壊力が強く、デビュー戦では対戦相手を一発で再起不能にし、以来試合では本気のパンチを封印している。
全日本異種格闘技選手権第二回戦で九十九と対戦、九十九と本気で戦うためにグローブを外しパンチの封印を解いて戦いに臨み、シュートボクシングの名誉のため、雷でとどめを刺されるまで何度体を壊されても立ち上がり向かっていった。
大会後、ハワイでアリオス・キルレインとのボクシングマッチに挑み、アリオスのあまりの強さに惨敗。その試合を観戦していた九十九にアリオスとの対決を決意させた。
竹海 直人（たけみ なおと）
キックボクシング日本ミドル級チャンピオン。そのストイックな性格から「キック界の宮本武蔵」と呼ばれる。絶体絶命の危機に追い込まれると笑顔が浮かぶ癖があり、ラジャダムナン・スタジアムでムエタイの元王者に逆転勝ちを納めたことがある。
全日本異種格闘技選手権の初戦で九十九と対戦し、蛇破山で鎖骨を折られながらも自分の生涯最高のキックを繰り出したが、それを上回る蹴りをカウンターで叩き込まれ、立ったまま失神した。
大会後は現役を引退し、トレーナーとして後進の育成に当たっている。今もなお高い実力は保ち続けている（トレーニング相手の若手のホープにローキックの手本を見せたところ、1発で膝をつかせてしまうほど）のだが、「自分はもう燃えるものがありません」と言い、物語終了まで復帰の道は選ばなかった。

## アメリカ合衆国

### 王座統一トーナメント出場者
アリオス・キルレイン
ヘヴィ級プロボクサー。身長193センチメートル、体重95キログラム、19歳。アメリカ人（黒人）。無表情で感情を表に出さない。
「ブラックライトニング」「ザ・マシーン」の異名を持つ天才ボクサーで、名伯楽と言われたトレーナー、エザード・ロスの「ラスト・サン」。ピーカーブースタイルから繰り出す多彩なコンビネーションや、虎砲に匹敵する威力があると言われるショートアッパー、驚異的なスピード・破壊力を誇る「ライトニングストレート」などを得意とし、その類稀な才能からエザードをして「無敗の王者のまま引退する」と言わしめた。エザードの死後、世界王者への最短距離を進むべくボブ・キングと手を組み、世界ヘヴィ級王座統一トーナメントに出場する。
スラムの出身の孤児で誰からも愛情を受けずに育ち、窃盗で食いつないでいたところをエザードにボクシングの才能を見出された。大恩あるエザードの夢を自分の夢とし、それを実現するためリングに上がり続けていたが、トーナメント決勝戦で九十九と拳を交えているうち戦うことそのものの喜びに目覚めていき、12ラウンドにおよぶ激闘の末、最後は無空波から追い打ちのフックを受けKOで敗れた。その後はキングの下を離れ、ホセ・カルネラをトレーナーに迎えて再び王座を目指している。
ジャージィ・ローマン
元世界ヘヴィ級チャンピオン。スキンヘッドの黒人。交通事故で家族を失い、一時はボクシングから引退し樵として生活を送っていたが、「神の声を聞いた」とリングに復帰し、世界4位にまで上り詰める。黒人層からの人気が高い。通算53勝2敗、復帰後の戦績は20戦20勝20KO。
若いころは猪突猛進型のブルファイターだったが、復帰後は「神の声」により相手の攻撃を先読みする防御主体の戦法を取っている。統一トーナメント第一回戦で九十九と対戦し、的確な防御・攻撃と年齢に似合わないパワーで九十九を苦しめたが、絶え間ない猛攻を繰り出し続ける九十九に「神」の姿を見出し、使命を終えたかのようにマットに崩れ落ちた。
マイケル・アーロン
WBCヘヴィ級世界チャンピオン。史上最強のヘヴィ級王者と称され、「鉄人」「キング・オブ・キングス」の異名を持つ。ホセ・カルネラにKO勝ちし、20歳3ヵ月の最年少記録でチャンピオンベルトを奪取して以来、王座を守り続けている。戦績は35戦無敗、KO率97%。得意技は、スリークォーターのアッパー「スマッシュ」。実際の試合において何が起こるかわからないことを念頭に置き、数々の科学的トレーニングによって万全のコンディションを作り上げ、最短の時間でKOすることを身上としている。
ボクサーとしてリングに上がる目的は金銭のためであり、純粋に戦うためではない。そのため九十九には試合前から「強いけど怖くはない」と評され、実際に統一トーナメント準決勝にて対戦した際には、獅子吼で肘を折られて命の危険を感じ戦意を喪失、自らKO負けを選び1ラウンドで敗北した。
リック・ガンフォード
ヘヴィ級プロボクサー。アメリカ人（白人）。ノーランカーながら10戦10KOという高い戦績を収めており「ホワイトホープ」と呼ばれている。名門の出身で知勇兼備のエリート。白人至上主義のレイシストで、特に父親がベトナム戦争に出征しベトコンに殺されたことから、アジア人を深く憎んでいる。
統一トーナメント初戦においてローマンと戦うはずだったが、突如トーナメント出場が決まった九十九のため急遽特別予選の対戦相手となり、九十九に本気を出させることも出来ないまま浮嶽で顎を砕かれた。事実上のKO負けであるが、諸事情から試合はノーコンテスト扱いになっている。
アナクレト・ムガビ
ヘヴィ級世界10位のプロボクサー。発表当時空席となっていた統一トーナメント七番目の選手として登場する。統一トーナメント以前の戦績は16戦全勝オールKO。マサイ族出身で「アフリカの星」と呼ばれている。地面に着きそうなほどの腕の長さを生かした、変則的なパンチを得意とする。
統一トーナメントでは一回戦でIBF王者チャールズ・マッコイを1RでKO。準決勝でアリオスと対戦し独特の試合運びで優位に立つが、最後はライトニングストレートの直撃を食らって頸骨を粉砕され、死亡した。九十九の言葉によると、トーナメント出場者の中ではアリオス、ローマンと並んで「恐い」選手だったという。

### ボクシング関係者
テディ・ビンセント
数々の世界王者を育成した、ボクシング界にその名を知られる名トレーナー。柔和な性格の日系アメリカ人で、若干不自由ながら日本語を話せる。
トレーナーとしては「何も教えない、ただ火を点けるだけだ」と評されており、技術を教授するよりも選手の闘志を鼓舞することに長けている。教え子ヘンリーがホセ・カルネラに敗れ命を落としたのをきっかけにトレーナー業を引退し、スラムのアパートで趣味のジグソーパズルを作りながら余生を送っていた。クラウザーの連れてきた九十九にかつての情熱を呼び覚まされトレーナーとして復帰、九十九のアリオス挑戦の手助けを行い統一ヘヴィ級王者へと導いた。九十九をボーイと呼んで愛情を注ぎ、九十九も同じくテディを敬愛し慕っている。
『第弐門』では、ケンシン戦で重傷を負った九十九の療養を世話していたと語られている。その後THE APEXに際してクラウザーと共に来日、九十九に整体術を施すなど陰ながら手助けを行った。
フランク・クラウザー
「プロレスの神様」の異名を取った伝説のプロレスラー。アメリカプロレス界で圧倒的な実力を誇っていたが、ショー的な要素を排除し強さを追い求め続けたため、プロモーターに敬遠されプロレス界でも異端視されていた。
飛田高明の師匠で、全日本異種格闘技選手権に出場した飛田の応援のため日本に駆けつける。大会が終わり九十九がアメリカに渡って以降は、九十九をテディと引き合わせ、テディと共に九十九のセコンドにつくなど様々なバックアップを行った。青年時代に徹心と戦って敗れ、以来徹心と親交がある。日本語を話せる。
『第弐門』では、THE APEXに出場する飛田の応援のためテディと共に来日している。
エザード・ロス
ピーカーブースタイル、ナンバーシステムという独特の戦法で知られる、アメリカボクシング界における伝説の名トレーナー。フロイド・アームストロング、ロッキー・マントル、ホセ・カルネラの3人の名王者を育て上げた。一度はボクシング界から退いていたが、アリオスと出会い病の体を押してトレーナーに復帰。アリオスがチャンピオンになることを夢見ながら志半ばで帰らぬ人となった。
ホセ・カルネラ
エザード・ロスのかつての教え子で、元ヘヴィ級世界王者。エザードとボブ・キングとの確執のためアリオスとは疎遠だった。トーナメント決勝にあたり、キングの要請で「弟」であるアリオスのセコンドに就任。アリオスが敗れ王座を逃した後は、トレーナーとしてアリオスに付いている。
ボブ・キング
アメリカプロボクシング界の敏腕プロモーター。底なしの金銭欲と名誉欲、業界に対する影響力が非常に強く、強引なやり口、狡猾で悪辣さから悪評も多い。早期の世界王座奪取を狙うアリオスと手を組み、世界ヘヴィ級王座統一トーナメントを開催した。

### その他
ジルコォー・マッイイツォ
インディアンの部族、ネズ・パース族の青年。本名ジェームズ。長老ニルチッイの命を受け、かつて陸奥の一族に祖先を救われた恩に報いるため、当時の族長の名であるジルコォー・マッイイツォを受け継ぎ九十九の前に現れた。当初九十九は部族に帰るよう諭していたが、やがて道中への同行を許し、第四部においては付き人として常に行動を共にさせていた。生真面目かつ頑固な性格でナイフと弓矢の扱いを得意とする。
自身が材料を探しニルチッイが調合した塗り薬を携帯している。九十九はそれを「魔法の薬」と呼び、第四部ではその薬を塗られる以外の一切の治療を受けようとしなかった。
『第弐門』では、ヴァーリ・トゥードの後コロンビアで瀕死の重傷を負った九十九をアメリカのテディの下へ連れて帰り、日本でも真玄とともに九十九の修業を見守っていた。九十九の「兵」参戦後、「部族の恩は十分に受けた」と言われ帰国するよう諭されたが、その後も個人的に付いてゆく意思を九十九に伝え、了承された。
ニルチッイ
ネズ・パース族の長老。100歳を優に超える老婆。外伝・アメリカ西部編の少女ニルチッイと同一人物。西部開拓時代、命を懸けて一族の危機を救った（陸奥）雷の遺言を守り、雷の形見の刀を手に、陸奥の一族がアメリカへ渡ってくるのを待ち続けていた。
アリオス戦を終えて訪ねてきた九十九に雷の面影を見出し、九十九の胸の中で長い生涯を閉じた。その墓石には雷の形見の刀が突き立てられている。
エドワード・ヒューズ
世界一の大富豪。孫娘フローレンスを救われた礼をするため、屋敷に九十九とテディを招待する。その席上、フローレンスを勇気づけるためヘヴィ級トーナメントへ出場してほしいと九十九に打診するも断られ、それを自分とフローレンスに対する侮辱と取り九十九を脅迫するが、逆に九十九の迫力に圧倒される。その後、半ば頼み込む形で条件つきの出場を申し入れ、今度は快諾された。
フローレンス・ヒューズ
エドワード・ヒューズの孫娘。溺愛されて育ったためか、我侭で生意気な性格に育っている。スラムに迷い込んでならず者に襲われていたところを九十九に助けられ、その時に会話を交わして以来九十九を強く意識するようになる。心臓に障害を持っており、身体に傷がつくことを嫌がって手術を受けてこなかったが、九十九に触発されて手術を受け、アリオス戦前には退院し祖父と共に観戦に訪れていた。

## ヴァーリ・トゥード
グラシエーロ家がブラジルにおいて主催している、異種格闘技トーナメント。登場人物の年齢は第四部時。

### グラシエーロ家
コンデ・コマの直弟子ビクトルを長とする一家。リオデジャネイロに拠点を構え、コマに教わった柔術を元にビクトルが完成させたグラシエーロ柔術を伝承している。
レオン・グラシエーロ
グラシエーロ家の長男。身長179センチメートル、体重88キログラム、30歳。髭が濃く、長髪を後ろで束ねている。
かつて無敗の王者としてヴァーリ・トゥードに君臨していたが、試合中に人を殺してしまい引退、以来ファベェーラの神父として子供達に柔術を教えながら、静かに生活を送っていた。九十九との出会いを機に闘志が再燃、優勝賞金でファベェーラの子供達を救うため、現役復帰と大会出場を決意する。
長いブランクから実力の低下が危惧されていたが、20手先まで見通すと言われる卓越した寝技のテクニックは健在で、準々決勝までの全ての試合を実戦練習のつもりで臨み、勝利を納めた。準決勝のジョニー・ハリス戦で窮地に追い込まれた際、身の内に隠していた「悪魔（ディアーボ）」が覚醒。首折りの技でハリスを倒し、決勝の九十九戦でも無空波を受け止め四門・玄武を放つところまで追い詰めた。試合後に死亡が確認されている。
ラモン・グラシエーロ
グラシエーロ家の次男。身長180センチメートル、体重80キログラム、26歳。グラシエーロ柔術無差別級チャンピオン。兄レオンが引退して以降、グラシエーロ柔術のエースとして将来を期待されている。RWFのアメリカ大会に出場し、RWFの有力選手・ハーディングを破って優勝、格闘界にその名を知らしめた。詰将棋のような理詰めで完璧な試合展開を得意とする。
ヴァーリ・トゥード準々決勝でイグナシオと対戦し、圧倒的なパワーの前に自分の技が一切通用しない現実に恐怖を覚え、敗北した。
ビクトル・グラシエーロ
レオン、ラモンの祖父。前田光世から直々に柔術を学び、グラシエーロ柔術を作り上げた。グラシエーロ家の大御所として、レオンとラモンの父である息子ミゲールと共に、グラシエーロ柔術とヴァーリ・トゥードを取り仕切っている。
自らの柔術について、「コマから柔術は習ったが、その業・理想は正確には受け継いでいない」と語っている。

### 出場選手
ジョニー・ハリス
アメリカのプロレスラー。身長180センチメートル、体重125キログラム、38歳。
ボディビルダー顔負けの鍛え抜かれた肉体と、完全に極まった状態からでも寝技を簡単にはね返せるほどの超人的なパワーと、ハイキックの直撃を数発食らってもダメージを受けない常軌を逸したタフネスを誇る。最初は相手に攻撃させ、危機に陥ったところから一発逆転を見せることが最も客に受けると考え、プロレスのみならずヴァーリ・トゥードでもそれを実践。パワーボム、ラリアットといったプロレス技のみで準決勝まで勝ち上がった。
プロレス界においては「破壊王（キング・オブ・デストロイ）」という異名で呼ばれており、反撃の際にやりすぎて相手を壊してしまうため、業界から追放されている。若手時代にフランク・クラウザーと対戦したことがあり、クラウザーから「あれほどのパワーを持った選手は見たことがない」とまで評されていた。
準決勝でレオンと対戦、圧倒的なパワーでレオンを追い込むが、「悪魔」を目覚めさせたレオンの首折りによって重傷を負い、最後はマウントポジションからの殴打を受け敗北した。
ブラッド・ウェガリー
アメリカ人傭兵。30歳。戦場仕込みの高い格闘技術を用い、非常に鋭い危機察知能力を持っている一方、失神した相手にも容赦なくとどめを刺し、反則技はおろか暗器すら使用するなど、勝ち上がるためには手段を選ばない。準々決勝で九十九と対戦し、正々堂々試合をすると見せかけての暗器攻撃で右目の視力を奪うが、圓明流の秘技の数々に圧倒され左目を失い敗れ去った。
抽選会の際、グラシエーロ家に有利なトーナメントの組合せに抗議し、試合ごとに抽選を行うというシステムを提案、グラシエーロ側に受け入れさせた。金にうるさく、したたかで掴みどころのない性格をしており、大会後、10万ドルの報酬でコロンビアに向かう九十九の案内役を買って出て、コロンビアでケンシン・マエダに出会う直前に金を持ち逃げした。
南洋竜（なんようりゅう） / サレバ・ペニタニ
サモア系人種の元大相撲力士で、最高位は十両。将来の横綱と謳われながら日本の文化に馴染めず、「スモウはケンカだ」と放言し2ヵ月前に力士を廃業、ヴァーリ・トゥードに参戦した。得意技はぶちかまし。 身長190センチメートル、体重200キログラム。レスリングの経験もある。
二回戦で九十九と対戦し、相撲対決で土をつけられて本気にさせられた後、斧鉞によって倒された。名前は小錦（六代）と武蔵丸のそれぞれの旧名から、四股名は南海龍から取られている。
リカルド・マジーニョ
カポエラ使い。地元ブラジル出身の選手としては、優勝候補の有名格闘家を除いて唯一大会に参加している。一回戦で九十九と戦い、空中戦の末「旋」の直撃を受けKOされた。自称・最強のカポエラ使い。
ヤン・グーリッド
オランダのキックボクサー。ケンカ王と呼ばれラフファイトが目立つが、その実力は高い。二回戦でラモンと対戦し、打撃を完全に封じられて寝技に持ち込まれ、ギブアップに見せかけたブラフも通じず完敗した。
ラモン戦が単行本に掲載された際、本連載時にはなかった試合開始直後のタックルを巡る応酬が6ページ分加筆されている。
ペーター・ベルカンプ
オランダの柔道家。空手の心得もある。有名格闘家で優勝候補の1人だったが、準々決勝でレオンの練習台にさせられあっけなく敗北する。

## 第弐門

### 「兵」
日本での総合格闘技ブームを受けて開催されている、総合格闘技大会シリーズ。
毅波 秀明（きば ひであき）/ 唵（おん）
空手家。不意打ちや急所攻撃も躊躇なく行うなど卑劣とも見える戦法を使う一方、神武館の高段者に匹敵する技術・実力を持っている。神武館本部道場へ道場破りに乗り込み、指導員の大原を不意打ちで倒して看板を持ち帰ろうとしているところへ、上京してきたばかりの九十九と遭遇し対戦。関節技で膝を壊されて敗北した。
その時に九十九と徹心に対して恐怖を覚えて本部道場から逃げ帰り、そのことで自分の精神的な弱さを痛感。全日本異種格闘技選手権の後に北斗の遺体を引き取りにきた山田に懇願して弟子入りし、不破圓明流を伝授されながら、長きに渡って「陸奥や不破を上回る」と山田に言わしめるほどの過酷な修練を積み続けた。
4年後、山田の手引きで覆面格闘家「唵」として「兵」に参戦。山田から「体重70kg級なら世界最強」とまで評される実力と圓明流を組み込んだファイトスタイルで、その正体が行方不明になった九十九ではないかと話題を呼んだ。宮本を倒した九十九と「兵」第十陣セミファイナルで対戦し、リング上で自ら正体を暴露、4分以上に渡る絶え間ない猛攻や神威に見せかけた強力な頭突きで、九十九に「怖い」とまで言わしめた。試合終了間際、九十九との初対戦時の流れを二度再現し、右足が再起不能になるほど壊されるのを覚悟して、渾身の回し蹴りを頭部に叩き込む。しかしそれを読んでいた九十九に耐えられ、折れた脚で立ち上がり向かっていったところへ虎砲を受け、敗北した。
4年の修行の末に大きく外見が変わり、常に薄笑いを浮かべる狂気を孕んだような表情となっていた。九十九に再び敗れた後現役を引退し、父親の道場を継ぐと山田に言い残して帰郷した。
宮本 翔馬（みやもと しょうま）
総合格闘家。RWFミドル級チャンピオンで、飛田高明の直弟子。天才的な格闘センスと勘を持っており、「兵」でも好成績を修めている。軽い性格でパフォーマンスも得意とする。
「兵」第九陣で唵の対戦相手として指名されていたが、当日の九十九の乱入により急遽その場で、唵ではなく九十九と対戦することになる。九十九戦では随所でその実力を発揮し九十九を倒すかと思わせたが、負けないための慎重な戦法を取ったところに強烈な反撃を受け、変形の雷を食らって敗れた。その後、THE APEXにて飛田のセコンドに付いている。
ミカエル・ビーゴルスト
「皇帝」の異名を持つ総合格闘家。「兵」において9戦無敗の成績を誇っており、飛田との対戦で引退に追い込んだ。身長205センチメートル、体重129キログラム。「兵」第十陣のメインイベントで呂奉先と対戦し、「発勁」を受けて敗北。この時の負傷による頭蓋骨骨折と敗戦のショックにより、現役を引退した。
羽生 つばさ（はにゅう つばさ）
BTエンタープライズ社長で、「兵」主宰者。財界の大物を祖父に持つ令嬢で、20代という若年ながらプロモーターとしての手腕に優れている。山田の連れてきた唵を「兵」のリングに登場させ、祖父のコネクションによって呂家を表舞台に立たせ、TSFとの合同トーナメント「THE APEX」を開催。九十九がTHE APEXを制覇した後は、自分の別荘に九十九と海堂晃を招待し、二人の再戦の舞台を個人的に作り上げた。

### 呂家
台湾の暗殺者一族。ルゥ・ジァと読む。古代中国より暗殺を生業としてきた集団で、呂尚を始祖とすると名乗っており、山田からは不破圓明流に近いものと評されている。その実態を知る者は、音の似た字を当てて「戮家」と呼ぶ。一族内では実力に応じて異名を与えられ、実力の高い者は歴史上の呂姓の武人の字を名乗ることを許される。戦闘術においては、防御にも応用できる特殊な打撃法が伝承されており、外部の人間からは便宜的に「発勁」と呼ばれている。
だが、不破やウェガリーと同様に互角以上の相手には勝つために暗器や場外戦術を使うなど「ルールを守るのが前提の試合」には不相応なメンタリティをもつ。
呂 奉先（ルゥ・フォン・シェン）
呂家の一員。呂奉先（呂布）を名乗っている。身長212センチメートル、体重132キログラムと極めて恵まれた体格を持っている。
「兵」第十陣ファイナルでデビューし、「発勁」でミカエル・ビーゴルストの頭蓋骨を骨折させ引退に追い込んだ。続く第十一陣で九十九と対戦、「発勁」の原理を見切られて寝技で右足首を破壊され、更に「発勁」の掌打と虎砲の相打ちで左腕を破壊される。その左腕を破壊された隙を突いて九十九の脳天に肘打ちを叩き落としKOしたかに見えたが、それを読んでいた九十九からカウンターの浮嶽を受け、敗北した。
呂 子明（ルゥ・ズ・ミィン）
呂家の実戦部隊の長。呂子明（呂蒙）を名乗っている。山田の知人で、年齢は30代半ば。家伝の格闘術と各種暗器の扱いに長ける。用心深い性格をしており、何事に対しても周到な工作を行う。
呂家の日本進出のため、一族を率いて日本に乗り込んで奉先を「兵」に送り、自らも奉先のセコンドについた。奉先が九十九に敗れた後、自らが「兵」で九十九を倒すための裏工作として一族の人間と共に九十九を襲撃、一対一の対決で傾葵を受けた際に暗器で脇腹を刺したが金剛によって止められ、そのまま締め落とされた。その後、長恭と戦っていた山田を不意打ちで刺したが、裏切った長恭の「発勁」により殺害された。
姜 子牙（ジャン・ズ・ヤ） / 高 長恭（ガオ・チャン・ゴン）
呂家の一員。子明の甥で、日本人を母に持つ。女性のような顔立ちと小柄な体格ながら呂家当代最強と言われる実力を持ち、その圧倒的なスピードと技量から「不可触（アンタッチャブル）」と呼ばれ呂家の大仕事を担い続けてきた。
幼いころから呂家の長になる野望を持っていたが、生まれが特殊であったため子明の粛清を恐れて幼いころから気弱な性格を演じ続け、母譲りの高姓にちなんで名乗っていた高長恭（蘭陵王）の伝説に倣い、仮面をかぶることで初めて凄腕の殺し屋になると装っていた。
子明の九十九襲撃に参加し、子明が九十九に締め落とされた後正体を暴露し山田と対決、子明が山田を刺した隙に子明の顔面に「発勁」を叩きこんで殺害した。その後一族の代表として姜子牙（呂尚）を名乗ることを許され、THE APEXに「兵」代表として出場。一回戦のギャレット戦、準決勝の飛田戦を危なげなく勝ち上がり、決勝の九十九戦では「発勁」の連打でKO寸前まで追い詰めたが、ケンシン戦の記憶が戻り『修羅』が目覚めた九十九に互角の展開に持ち込まれる。関節技で左腕を折られながらも暗器を駆使しセコンドの舞子まで狙った戦いを繰り広げ、四門を開いた九十九に合わせて自身も分身する驚異的な機動を見せるも、最後は四門・青龍を受け敗れた。試合後のつばさの言によると、懸命の治療により死亡こそしなかったものの、身体に後遺症が残る可能性があるという。
大爺（ダーイエ）
呂家の長。一族が長恭の粛清の話を進める中、姜子牙を名乗ることを事後承認した。姜子牙の祖父とされていたが、実際は実父だった。

### TSF
アメリカの格闘団体。The Supreme Fight、略してTSF。
ヴォーダン・ファン・デル・ボルト
TSFヘヴィ級王者。その圧倒的な実力から絶対王者と称される。ミカエル・ビーゴルストと同じジムに所属しており、スパーリングパートナーも務めていた。ビーゴルストと同じくボクシングとレスリングを融合させたファイトスタイルで、ボクシングではオランダのジュニア王者という経歴を持ち、レスリングの才能はそれ以上であったと評される。身長198センチメートル、体重122キログラム。
THE APEXでは九十九との対戦を希望し、一回戦で対戦が実現。序盤は九十九を徹底的に研究したことにより優勢に試合を進めたが、レスリングスタイルで勝負を挑んできた九十九相手に何度もマウントを奪うもことごとく返され、EXラウンドでは自身のポテンシャルをすべて解放して攻め立てたが、虎砲の直撃を受け失神KOで敗れた。
ボルト(BOLT)という名前に掛けて「稲妻」と呼ばれることがあり、この時の振り仮名にはあえて「いなずま」ではなく「いなづま」が当てられている。
ジム・ライアン
ドージョー・サムライ所属。スキンヘッドの黒人で、TSFでは2戦2勝の成績を残している期待の新人。柔道をベースにした投げ技を得意とする反面、寝技はさほど得意としていない。元は大学の競技選手で、ドーピングに手を染め競技を追放された後TSFにスカウトされた。ドーピングによって元々骨太で頑強な肉体をさらに強化し、加えて痛覚を鈍らせているため人間離れした打たれ強さを誇り、トレーナーからは「モンスターマシン」と形容されている。
THE APEXでは一回戦で陣雷と対戦、陣雷の猛攻を受けきり、EXラウンドの特別ルールに特化した戦法で勝利を収めた。続く二回戦の九十九戦でも同様の戦術を採ったが、勝利よりもライアンの破壊を目的とした九十九の猛攻に耐えきれず、最後は雷を受け敗れた。
九十九戦では陣雷戦のダメージを全く感じさせない動きを見せたが、実は同じ体格・外見の双子の兄弟で、陣雷と戦っていたライアンは九十九戦前に交代していた。九十九と戦った方のライアンは寝技のレベルも高く、兄弟を上回る実力を持つ。
ニコライ・ペドロフ
前TSFヘヴィ級王者。ロシア出身。「サンボの帝王」の異名をとる元サンボ世界王者で、TSF参戦前は特殊部隊のコマンドサンボ教官だった。身長190センチメートル、体重125キログラム。
かつて飛田との対戦が決まりかけていたが、TSFの立ち上げによって機会が流れていた。THE APEX一回戦にて因縁の飛田戦が実現、一進一退の激闘を繰り広げ、最後は膝関節へのレッグブリーカーと送り襟絞めの極め合いの末、締め落とされて敗北した。
ニック・ギャレット
TSFライトヘヴィ級王者。身長185センチメートル、体重98キログラム。ヘヴィ級にも通用する打撃力と、長い時間激しい動きが出来るだけのスタミナを持つ。
THE APEX一回戦で姜子牙と対戦、攻撃を全て避けられ続けた後、発勁のカウンターを受け敗北した。

## その他
谷山（たにやま）
格闘マガジン誌記者。鬼道館の奥寺らによる闇討ちの情報を九十九から受けてその様子を助手の猪熊と共に撮影し、誌面に掲載した。それをきっかけに九十九の強さに惹かれていき、以降九十九の応援団長を自認、アメリカやブラジルでは専属記者として独占インタビューも成功させた。
『第弐門』では同誌の編集長となっており、かつてと同じように記者としても九十九を追いかけている。
五十嵐 利和（いがらし としかず）
格闘技評論家。全日本異種格闘技選手権の中継において解説を担当した。当初は無名の格闘家だった九十九を全く評価していなかったが、その死闘を見て考えを改め、九十九が優勝を納めた時には涙ながらに惜しみない賛辞を送った。
解説したことが悉く違ってしまい、片山右京に「何を20年見てきたんでしょうね、あの解説者は」と言われてしまったこともあったが、龍造寺徹心と不破北斗の闘いの時は「この闘いに勝った方が優勝する…」と、それなりに根拠のある発言をしていた。
ジョー五十嵐（ジョーいがらし）
ボクシング評論家で、五十嵐利和の兄。弟と同じ外見をしている。ヘヴィ級王座統一トーナメントの中継の解説を担当した。弟と同じく九十九を評価していなかったが、決勝戦のアリオスとの死闘を見て意見を改め、惜しみない賛辞を送っていた。
カルロス五十嵐（カルロスいがらし）
日系ブラジル人。ヴァーリトゥードにおいて谷山らのガイド・通訳を行った。五十嵐兄弟と同じ外見をしているが、兄弟とは無関係の人物である。
鬼頭 撻馬（きとう たつま）
鬼道館館長。実戦空手の流派を運営し、神武館よりも実戦的であると喧伝している。空手有段者の大学生を路上で一蹴した片山右京をスカウトし、全日本王者に育て上げた。
奥寺 鉄二（おくでら てつじ）
鬼道館所属の空手家。全日本鬼道杯準優勝者で、「狂い獅子」と呼ばれ柔道三段も持つパワーファイター。
鬼道館に道場破りに来た九十九に復讐すべく、大会3位の日向高文、4位の久嶋孝と共に闇討ちをかけるが、3人揃って返り討ちに遭い、更にその様子を谷山に撮影され記事として発表されてしまった。
アニータ
ファベェーラに住む少女。レオンを慕っている。レオンから習った柔術を悪用し、仲間達と共にひったくりなど窃盗を行って生計を立てている。
前田 光世（まえだ みつよ）
コンデ・コマと呼ばれた伝説の日本人柔道家。打倒陸奥圓明流を目標として世界中を転戦、各地で行った様々な異種格闘技戦で無敗を誇った。ビクトル・グラシエーロの柔術の師匠だが、ビクトルが柔術の技術以外を受け継ぐ気がないと知り、日本人少年・三郎を養子に迎え、死ぬまで自らの業を叩き込み続けた。
光世と三郎は、劇中では既に逝去している。実在した前田光世については前田光世ならびにコンデ・コマの記事を参照。外伝・西郷四郎編においては、陸奥圓明流の存在を知った時の話が語られている。
ケンシン・マエダ
前田三郎の息子。年齢は40歳前後。三郎から光世直伝の業を全て教え込まれており、コロンビアで傭兵をしている。その実力は非常に高く、かつてウェガリーのいた部隊を急襲し素手で全滅させたことがあり、九十九からも自分の知る様々な格闘家それぞれの長所を全て上回って併せ持っていると評されている。10代の時に真玄と立ち合おうと日本を訪れたことがあるが、真玄が老いて衰えていたことに失望し対戦を止め、その際に静流・現と面識を得た。
ヴァーリ・トゥードを制覇してコロンビアを訪れた九十九とジャングルで対戦、九十九の修羅を呼び覚ます激闘の末、九十九の頭を岩の上に投げ落としとどめの絞め技に持ち込むも、四門を開いた九十九に絞めを外され白虎を受けて敗北した。
九十九はこの後、岩に投げ落とされた時の後遺症により、この戦いの勝敗に関する記憶を失い長期の療養を余儀なくされた。ケンシン自身もこの戦いで左目を失い両脇腹を貫かれる瀕死の重傷を負ったが、九十九がとどめを刺さなかったため死亡は確認されていない。九十九は、ケンシンを実の父親かもしれないと考えていた。